# SC Leipzig
SC Leipzig var en idrottsklubb i Leipzig i forna Östtyskland, nuvarande Tyskland, bildad i juli 1963 genom en sammanslagning av SC Rotation Leipzig och SC Lokomotive Leipzig.

## Handboll
SC Leipzig spelade i det dåvarande Östtysklands högstadivision i handboll, både på herr- och damsidan. Herrlaget blev östtyska mästare i utomhushandboll 1965 och damlaget 1967. Inomhus blev herrlaget Europacupmästare (nuvarande Champions League) 1966 och 1974 samt damlaget IHF-cupmästare 1986 och 1992. Herrlaget blev dessutom östtyska mästare tre gånger och damlaget 13 gånger. Den tidigare handbollssektionen nybildades som klubb efter 1990 och heter idag HC Leipzig och är ett av Tysklands främsta damlag sedan landets enande.

## Fotboll
Fotbollsklubben 1. FC Lokomotive Leipzig var tidigare en del av SC Leipzig. 